# Ophiderma gloveri
Ophiderma gloveri är en insektsart som beskrevs av Goding 1893. Ophiderma gloveri ingår i släktet Ophiderma och familjen hornstritar. Inga underarter finns listade i Catalogue of Life.